# Siphlonurus minnoi
Siphlonurus minnoi är en dagsländeart som beskrevs av Provonsha och Mccafferty 1982. Siphlonurus minnoi ingår i släktet Siphlonurus och familjen simdagsländor. Inga underarter finns listade i Catalogue of Life.